# Mateřinka (festival mateřských škol)
Festival Mateřinka je nesoutěžní přehlídka hudebních, tanečně-sportovních a dramaticko-výtvarných pódiových vystoupení dětí z mateřských školek z celé České republiky. Přehlídku organizuje nadační fond Mateřinka. Kromě dětských vystoupení probíhají během festivalu také různé výstavy prací dětí ze školek a také například semináře pro pedagogy. Festival je organizačně rozdělen na krajská kola, ze kterých pak postoupí 1 – 3 školky na závěrečnou přehlídku, která se koná vždy začátkem května ve Sportovním centru v Nymburce (okres Nymburk ve Středočeském kraji). V roce 2006 proběhl již jedenáctý ročník a zúčastnil se ho mimo jiné i slavný americký spisovatel Robert Fulghum. V minulosti tuto přehlídku velmi podporovala senátorka Jaroslava Moserová.

### Články zMF DNES
- 12.05.2007 – KATEŘINA BÁRTOVÁ – Nymburk – str. 36 Mateřské školy se představují
- 24.04.2007 – Ivana Šmejdová – Nymbursko – str. 05 Festival mateřských škol
- 29.04.2006 – (stc) – Z celé země – str. 05 Fulghum navštíví festival školek
- 29.11.2005 – LUDMILA MLSOVÁ – Z celé země – str. 05 Nejlepší učitelka mateřských škol nenosí nos nahoru
- 14.05.2005 – VOJTĚCH BLAŽEK – Nymburk – mimořádná příloha – str. 15 Festival Mateřinka vznikl náhodou
- 12.11.2004 – (čej) – Nymbursko – str. 05 Festival Mateřinka 2005 vyhlašuje desátý ročník
- 23.07.2004 – MILAN ČEJKA – Nymbursko – str. 04 Děti bereme jako naše partnery, říká Ivana Šmejdová
- 20.03.2003 – TOMÁŠ MÁLEK – Jižní Čechy – str. 01 Mateřinka pomůže školce